# 張天德 (萬曆進士)
張天德（1553年—1601年），字新吾，號蓮濱，浙江湖州府烏程縣人，民籍，明朝政治人物。

## 生平
隆慶四年（1570年）庚午科順天府鄉試第五十五名，萬曆十一年（1583年）癸未科會試第二百十五名，登三甲第七十九名進士。吏部觀政，萬曆十一年（1583年）任曲周縣知縣，次年調繁蕪湖縣，十五年行取，十六年选授福建道監察御史。十七年差巡按陕西，十九年巡按福建，二十年升江西参议，二十二年升徽宁道副使，二十六年拾遺。二十八年降補湖廣右参议兼佥事，二十九年升湖廣副使，管征苗右路軍事，卒于官。贈太僕寺少卿。

## 家族
曾祖張瑺，贈都察院左都御史；祖父張傑，贈都察院左都御史；父張永明，曾任都察院左都御史 贈太子少保 諡莊僖。母楊氏（封夫人）。永感下。兄张天驭（典史）；张天秩（贡士）；张天相（监生）；张天驥；张天枢。